# Schulensee und Umgebung
Der Schulensee und Umgebung ist ein Naturschutzgebiet in der schleswig-holsteinischen Stadt Kiel und der Gemeinde Molfsee im Kreis Rendsburg-Eckernförde.
Das rund 69 Hektar große Naturschutzgebiet ist mit der Nummer 120 in das Verzeichnis der Naturschutzgebiete des Ministeriums für Landwirtschaft, Umwelt und ländliche Räume eingetragen. Es wurde 1986 ausgewiesen (Datum der Verordnung: 31. Juli 1986). Das Naturschutzgebiet ist größtenteils Bestandteil des FFH-Gebietes „Gebiet der Oberen Eider incl. Seen“. Im Südosten grenzt es an das Landschaftsschutzgebiet „Eidertal bei Flintbek“. Im Süden schließen sich die Landschaftsschutzgebiete „Landschaft der oberen Eider“ und „Zwischen Eidertal und Klosterforst Preetz“ und im Norden das Landschaftsschutzgebiet „Drachensee, Russee und Umgebung“ an. Zuständige untere Naturschutzbehörden sind die Stadt Kiel und der Kreis Rendsburg-Eckernförde.

## Beschreibung
Das Naturschutzgebiet liegt südwestlich von Kiel am Rand des Kieler Stadtteils Gaarden in einem eiszeitlichen Becken des oberen Eidertals. Es stellt den Schulensee sowie das ihn umgebende Feuchtgebiet unter Schutz. Die offenen Wasserflächen des Schulensees, der von der Eider durchflossen wird, werden stellenweise von Schwimmblattgesellschaften aus Gelber Teich- und Weißer Seerose sowie Schwimmendem Laichkraut, Wasserknöterich und Froschlöffel eingenommen. Daran schließen Verlandungsröhrichte mit Ästigem Igelkolben sowie großflächig Röhrichte aus Schilfrohr sowie Schmal- und Breitblättrigem Rohrkolben an. An die Schilfbestände schließen sich häufig Riede aus Wasserschwaden und Pfeilkraut sowie Großseggenbestände, u. a. mit Spitz- und Sumpfsegge an. Kleinflächig sind Wundersegge und Rispensegge zu finden. Die Röhricht- und Riedzonen gehen in Feuchtgebüsche sowie insbesondere im Süden des Schulensees auch in Erlenbruchwald mit Schwarzer Johannisbeere und Spitzsegge im Unterwuchs über. Brachgefallene Grünlandflächen werden von Hochstaudenfluren mit Echtem Mädesüß, Sumpfschwertlilie, Gemeinem Gilbweiderich, Sumpfvergissmeinnicht, Bittersüßem Nachtschatten sowie Schilfrohr und Rohrglanzgras eingenommen. Die Hochstaudenfluren dienen u. a. Wildbienen als Nahrungsquelle. Die Eider wird von Weidengebüschen begleitet. Insbesondere im Nordwesten grenzt der See direkt an die Wohnbebauung des Ortsteils Schulensee der Gemeinde Molfsee. 
Die Blätter von Teich- und Seerose werden von der Trauerseeschwalbe, die hier eine ihrer letzten Brutkolonien im östlichen Schleswig-Holstein bildet, als Brutplatz genutzt. Auch Eisvogel, Sprosser und Nachtigall sind im Naturschutzgebiet heimisch. Für Erdkröte, Rotbauchunke und Moorfrosch ist das Naturschutzgebiet ein geeigneter Lebensraum, ebenso wie für die Libellenarten Großes Granatauge, Herbstlibelle, Wasserjungfer und Früher Schilfjäger. Die Schilfzonen sind Lebensraum von Rohrweihe, Rohrdommel, Rohrschwirl sowie Drossel-, Teich- und Schilfrohrsänger. Der Schulensee ist Rast- und Überwinterungsgebiet für zahlreiche Wasservögel, darunter Krick-, Schnatter-, Reiher-, Schell- und Tafelente sowie Gänsesäger, Singschwan und Kanadagans.
Um das Naturschutzgebiet, das vom Landesverband Schleswig-Holstein des Naturschutzbundes Deutschland betreut wird, verläuft ein Wanderweg. An mehreren Stellen befinden sich Aussichtspunkte, von denen aus Teile des Naturschutzgebietes eingesehen werden können.